# Eldstorm
För den amerikanska filmen från 1991, se Eldstorm (film)

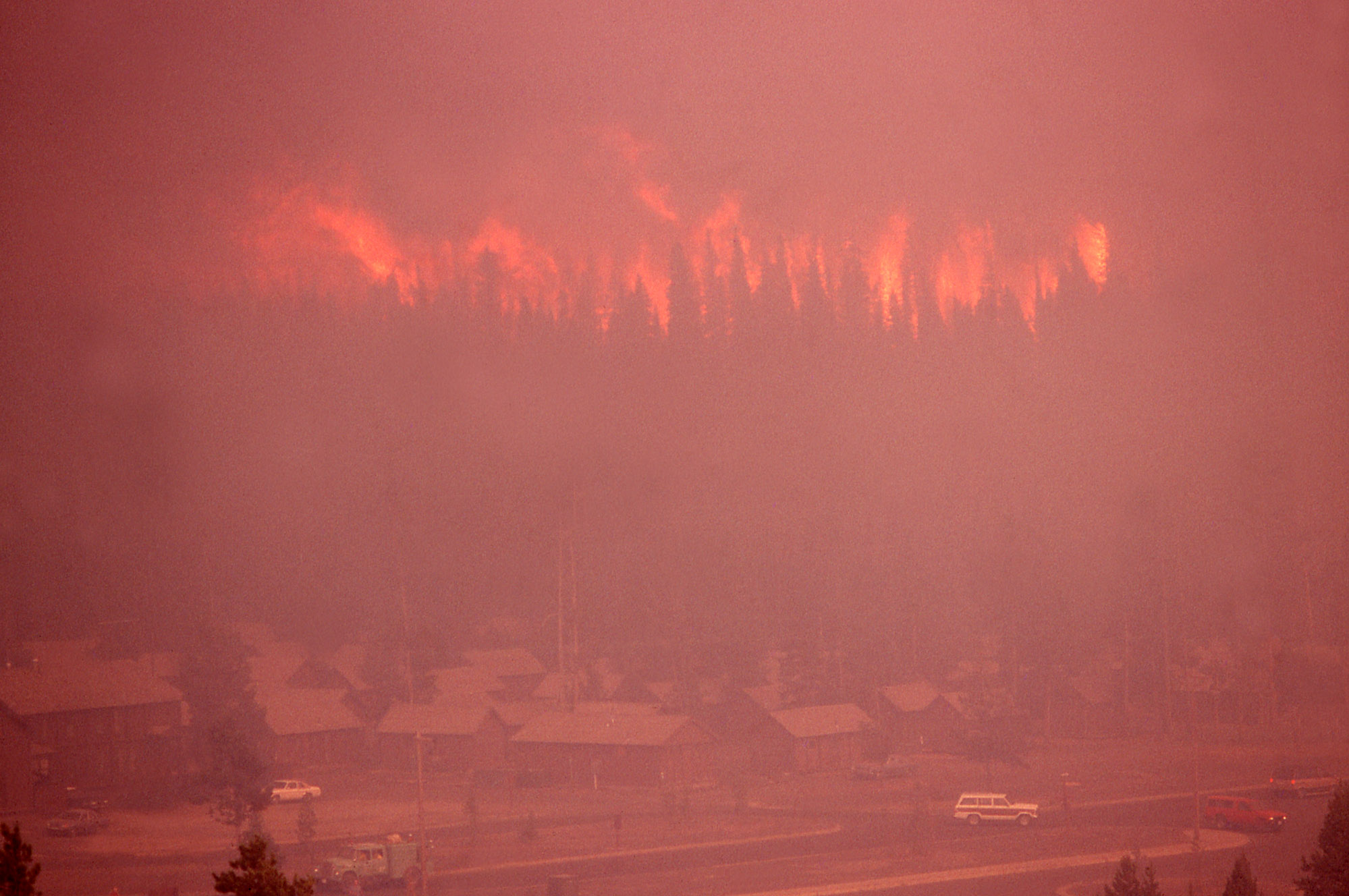
En eldstorm under eldsvådorna i Yellowstone nationalpark 1988.

Eldstorm är ett fenomen som kan uppstå då den stigande elden från en brandhärd bildar en uppåtsträvande skorstensliknande luftström, så att intensiva vindar sugs in mot brandhärden och när elden med syre. Innanför eldstormen är förödelsen total. Under andra världskriget uppstod eldstormar i några tyska och japanska städer efter bombningar med brandbomber. Fenomenet kan dock uppstå även på naturlig väg, i form av skogsbränder.